# Bolechowce (przystanek kolejowy)
Bolechowce (ukr. Болехівці, ros. Болеховцы) – przystanek kolejowy w miejscowości Bolechowce, w rejonie drohobyckim, w obwodzie lwowskim, na Ukrainie.
Przystanek istniał przed II wojną światową.